# Parlamentarzysta
Parlamentarzysta – członek wyższej lub niższej izby parlamentu.
Poseł, senator, lub eurodeputowany, przedstawiciel wyborców swego okręgu, wybrany z reguły w wyborach powszechnych.
Liczba członków parlamentu waha się w zależności od wielkości państwa i tradycji od kilkudziesięciu (25-osobowy Landtag w Liechtensteinie) do nawet kilku tysięcy (2984-osobowe Ogólnochińskie Zgromadzenie Przedstawicieli Ludowych w ChRL). Liczba parlamentarzystów z reguły jest określona przez konstytucję, lecz zdarzają się wyjątki (np. amerykański Kongres). Izby niższe parlamentów są zazwyczaj liczniejsze od izb wyższych.
W Polsce jest 611 parlamentarzystów – 460 posłów, 100 senatorów i 51 eurodeputowanych.